# Korczyk (Ukraina)
Korczyk (ukr. Корчик) – wieś na Ukrainie, w obwodzie chmielnickim, w rejonie szepetowskim, w hromadzie Mychajluczka. W 2001 liczyła 792  mieszkańców, spośród których 777 wskazało jako ojczysty język ukraiński, 15 rosyjski, a 4 inny.